# 濃姫 (テレビドラマ)
『濃姫』（のうひめ）は、2012年・2013年にテレビ朝日系列で放映された時代劇の特別ドラマ。主演は観月ありさ。

## 概要
それまで公的な記録がほとんどなかった、織田信長の正室・濃姫の生涯を描いたものである。
パート1（『濃姫』）では織田家の家督争い及び斎藤道三の死までの流れであり、パート2（『濃姫II〜戦国の女たち』）では桶狭間の戦い以降の信長の天下人への歩みを描いている。

## キャスト

### 第1作
- 濃姫：観月ありさ
- 織田信長：城田優
- 織田信行：平岡祐太
- 岩室：藤澤恵麻
- 柴田権六：宇梶剛士
- 織田信友：寺島進
- 林佐渡：山崎銀之丞
- 坂井大膳：金山一彦
- 織田信光：山上賢治
- 箱羽半佐：山根和馬
- 雪乃：三井智映子
- お由：黒田瑚蘭
- 斎藤喜平次：荒井敦史
- 斎藤孫四郎：大久保祥太郎
- お市の方：小林礼花
- 織田信秀：柴俊夫
- 斎藤義龍：高橋和也
- 各務野：松本明子
- 堀田道空：中原丈雄
- 小見の方：藤真利子
- 平手政秀：笹野高史
- 土田御前：余貴美子
- 斎藤道三：里見浩太朗
- ナレーション：野際陽子

ほか

### 第2作
- 濃姫：観月ありさ
- 織田信長：城田優
- お市の方：比嘉愛未
- 寧々：臼田あさ美
- 木下藤吉郎：えなりかずき
- 柴田権六：宇梶剛士
- 明智十兵衛光秀：岡田浩暉
- 浅井長政：中村俊介
- 織田信行：平岡祐太
- 各務野：松本明子
- 林佐渡：山崎銀之丞
- 箱羽半佐：山根和馬
- 雪乃：三井智映子
- 顕如：六平直政
- 今川義元：篠井英介
- 浅井久政：西岡徳馬
- 小野殿：左時枝
- 足利義昭：池田政典
- 森可成：森岡豊
- 参謀：俵木藤汰、新田純一
- 遠藤直経：伊庭剛
- 茶筅丸の母：白須慶子
- 香林院：余貴美子

ほか

## オールスタッフ
- 原案：山岡荘八「織田信長」(講談社刊)より
- 監督：猪原達三
- 脚本：後藤法子
- 音楽：安藤禎央
- CG：キルアフィルム
- 殺陣：清家三彦、中村健人
- 企画協力：モトイキシゲキ
- プロデューサー：田中芳之（テレビ朝日）、島田薫（東映）
- プロダクション協力：東映太秦映画村
- 製作：テレビ朝日、東映